# Ковач (приток Муравья)
Ковач — река в России, протекает главным образом по территории Починковского района Нижегородской области (исток и первые метры течения в Лукояновском районе). Устье реки находится в 3,2 км по правому берегу реки Муравей. Длина реки составляет 13,8 км, площадь водосборного бассейна — 91,7 км².

## Данные водного реестра
По данным государственного водного реестра России относится к Верхневолжскому бассейновому округу, водохозяйственный участок реки — Алатырь от истока и до устья, речной подбассейн реки — Сура. Речной бассейн реки — (Верхняя) Волга до Куйбышевского водохранилища (без бассейна Оки).
Код объекта в государственном водном реестре — 08010500212110000037997.